# Japan Satellite TV
Japan Satellite TV（ジャパンサテライトティービー、通称JSTV）とは、ヨーロッパおよび中東・ロシア・北アフリカをサービス範囲とした日本語衛星放送局であり、東経13度/赤道上に静止しているフランス・Eutelsatが運営する通信衛星HotBird6を通じて放送を行っている。運営会社は、2010年4月にNHKコスモメディアヨーロッパに改称した。2023年5月、同年10月31日をもって放送終了することが発表された。

## 概説
1990年に試験放送を開始。1992年1月から有料放送に移行し、正式サービスの提供をスタートした。
放送内容は日本放送協会（NHK）および各民放の番組の再送信が主であるが、日本時間夜19時台の『NHKニュース7』、21時台の『ニュースウオッチ9』などは日本国内との同時放送である。また、連続テレビ小説、大河ドラマ、NHKのバラエティ番組および『FNN Live News days』（首都圏向け）、『FNN Live News it!』（全国放送部分）については同日に時差で放送される。
しかし、民放のドラマおよびバラエティに関しては、権利関係の処理のため、日本国内の放送より遅れてしまう。これは、NHKの番組が海外でも放送されることを前提に制作されているのに対し、民放の大部分の番組に関しては、海外での放送を前提に契約等をしていないものが多いためである。
衛星アンテナ経由、インターネットサービス JSTV-i、ケーブル会社経由の３つの受信方法があり、お住まいの地域に合わせて受信方法が選べる。
有料放送でありながら、スポットCMが流れる（主に航空会社・英国で営業活動をしている旅行会社や自動車ディーラーが多い）。その一方、一部を除き民放制作の番組を流す際もタイムCMを挿入しないため、全体的な尺が短くなってしまう。それにより前の番組から次の番組に移行する際、かなりの時間の余剰が発生してしまうため、スポットCMだけではなく、ミニ番組が流れる。
また、2008年3月より、第2チャンネルの"JSTV2"で、ニュース、情報系番組、子ども向け番組を中心としたテレビ放送が始まっている。
動画配信サービスの急速な普及により、サービス開始時と比べて、日本の映像が容易に入手できるようになった事から、加入者数がピーク時の2000年代と比べて、半数以下に激減したため、2023年10月31日をもって放送終了することが同年5月に発表された。民放番組の放送は既に同年8月31日付で終了している。NHKコスモメディアヨーロッパは後継サービスとしてNHKワールド・プレミアムへの移行を推奨しており、2023年10月から同サービスの対象エリアとして、ヨーロッパ・中東地域も追加される予定となっている。

## 放送の仕組み
有料放送を行うため限定受信方式を採用しており、無料放送（NHK国際放送）の時間を除いて、信号にはスクランブル処理を施している。スクランブルにはConaxと呼ばれる方式が採用されており、セットトップボックスにあるカードスロットに放送局から送付された、ICチップの埋め込まれた『Viewing Card』と呼ばれるカードを挿入することにより、スクランブル解除が行われる。
見た目では日本のBSデジタル放送のB-CASカードと近いが、日本のものはセットトップボックス購入時に既に付属しており、一枚のカードに複数の放送事業者との契約情報を付け加えることが出来るのに対し、Conaxでは放送局単位でカードが発行されるため、複数の有料放送と契約する場合はその都度カードを差し替えるか、複数のスロットを備えたセットトップボックスを購入する必要が出てくる。ちなみに英国の衛星放送プラットフォーム事業者・委託放送事業者であるSky Digitalでは、B-CASカード同様一枚のカードですべての契約チャンネルの視聴が可能である。

## JSTV2
2008年3月より、夜の時間帯に、ニュース、情報系番組、娯楽番組、子供向け番組を中心としたテレビ放送を開始した。2009年からは、朝の時間帯にもニュースや情報系番組を放送し、朝・夜合わせて11時間の放送となる。加入者向けに、映像で番組表を、音声ではNHKワールド・ラジオ日本とのサイマル放送（衛星デジタルラジオと同一内容）が行なわれている。
2008年の北京オリンピックと2010年のバンクーバーオリンピックの開催期間中は、NHKワールド・ラジオ日本のサイマル放送そのものを全面休止していた。そのため、この間もNHKワールド・ラジオ日本を衛星ラジオで聞きたい場合は、インテルサット10号機の衛星を直接受信しなければならなかった。
なお、2012年のロンドンオリンピックについては、NHKワールド・ラジオ日本がラジオ第1放送で放送されるオリンピック中継の同時放送は一切行わなず、別番組差し替えを行なったため、2週間にわたるサイマル放送の全面休止の措置は一切取らなかった。

### 月額視聴料
- 50ユーロ（ユーロ圏）
- 30ポンド（イギリス）